# Mistrovství světa v atletice 2011 – Muži 200 metrů
 Běh na 200 metrů mužů na Mistrovství světa v atletice 2011 se uskutečnil 2. a 3. září. Ve finálovém běhu zvítězil reprezentant Jamajky Usain Bolt, který časem 19,40 s. vytvořil čtvrtý nejlepší výkon atletické historie.
. Stříbro bral Američan Walter Dix v čase 19,70 s., jen setinu sekundy za osobním rekordem. O desetinu sekundy zpět byl pak francouzský rekordman Christophe Lemaitre, jenž překonal vlastní osobní rekord o celých 36 setin.

## Výsledky finálového běhu
| *                | jméno               | země              | čas      |
| ---------------- | ------------------- | ----------------- | -------- |
| Zlatá medaile    | Usain Bolt          | Jamajka           | 19,40    |
| Stříbrná medaile | Walter Dix          | USA               | 19,70    |
| Bronzová medaile | Christophe Lemaitre | Francie           | 19,80    |
| 4                | Jaysuma Saidy Ndure | Norsko            | 19,95    |
| 5                | Nickel Ashmeade     | Jamajka           | 20,29    |
| 6                | Bruno de Barros     | Brazílie          | 20,31    |
| 7                | Rondell Sorrillo    | Trinidad a Tobago | 20,34    |
|                  | Alonso Edward       | Panama            | nedoběhl |